# Рібарал

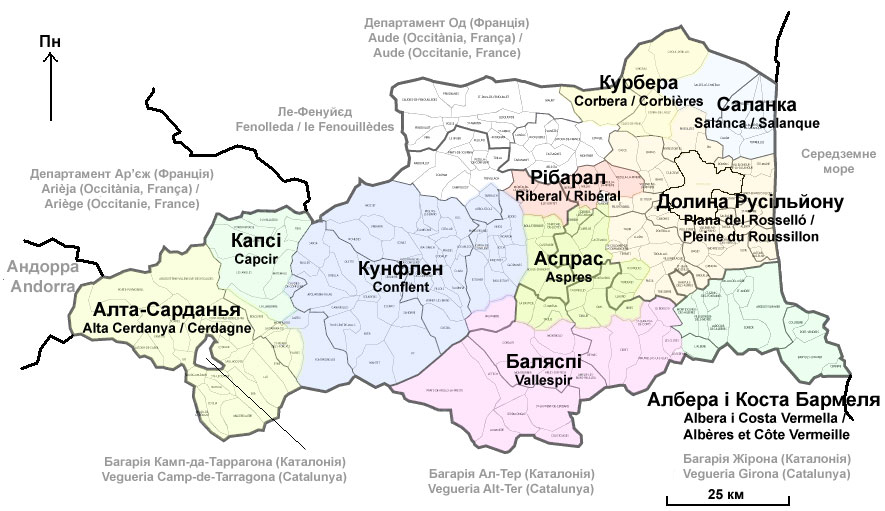
Географічні зони Русільйону : Курбера, Саланка, Рібарал, Долина Русільйону, Аспрас та Албера і Коста Бармеля

Рібара́л (кат. Riberal, фр. Ribéral) — північно-західна частина історичного району (кумарки) Русільйон, який разом з районами (кумарками) Алта-Сарданья, Капсі, Кунфлен та Баляспі є частиною Північної Каталонії.
Французька назва — Рібера́ль.
Адміністративно є частиною французького департаменту Східні Піренеї.